# Tim Mark Aker

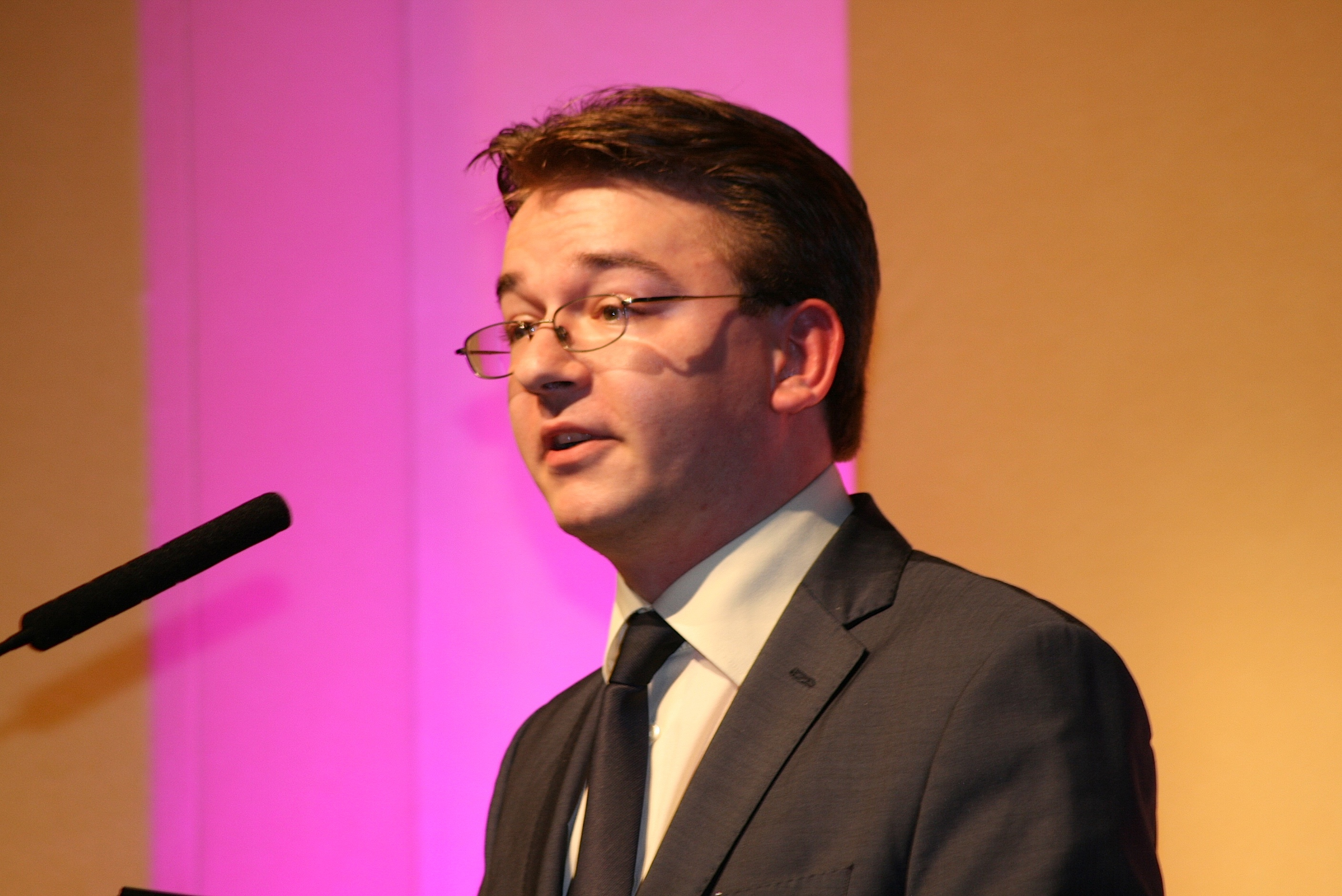
Tim Aker

Tim Mark Aker (* 23. Mai 1985 in Orsett, Essex) ist ein britischer Politiker von Reform UK (bis 1/2021 Brexit Party).

## Leben
Tim Aker wuchs in Aveley, South Essex auf. Aker studierte ab dem Jahr 2003 an der University of Nottingham Geschichte und Politikwissenschaften und schloss mit einem Bachelor ab. Er arbeitete zuerst für ein Mitglied des europäischen Parlamentes und war  als sogenannter Grassroots-Koordinator in der britischen Interessensvertretung und Think Tank TaxPayers’ Alliance tätig. Später wurde er Direktor der euroskeptischen Kampagne Get Britain Out. Seine politische Karriere begann er in der Jugendgruppe Conservative Future der Tory. Er wechselte anschließend in die UK Independence Party. Er ist seit 2014 Abgeordneter im Europäischen Parlament. Dort ist er Mitglied im Petitionsausschuss. 2019 trat er zur Brexit-Partei über.